# Национален съвет на Прокуратурата на Бразилия
Националният съвет на Прокуратурата (на португалски: Conselho Nacional do Ministério Público) е колегиален орган в Бразилия, който осъществява висш административен и финансов контрол над дейността на Прокуратурата и осигурява нейната институционална автономия.
Съставът и компетенциите на Националния съвет на Прокуратурата са регламентирани в член 130-А от Конституцията на Бразилия.
Националният съвет на Прокуратурата на Бразилия се състои от 14 членове, които се назначават от президента на страната, след като номинациите им бъдат одобрени с абсолютно мнозинство в горната камара на Бразилския национален конгрес. Според Конституцията на страната в състава на съвета влизат:
1. главният прокурор на Републиката;
2. четирима членове на Прокуратурата на Съюза – по един представител на четирите прокуратури в състава ѝ;
3. трима членове на щатските прокуратури;
4. двама съдии, единият от които е номиниран от Върховния федерален съд на Бразилия, а другият – от Висшия съд на Бразилия;
5. двама адвокати, номинирани от Федералния съвет на Бразилската адвокатска колегия;
6. двама граждани с юридическо образование и безупречна кариера, единият от които се номинира от Федералния сенат, а другият – от Камарата на депутатите на Националния конгрес на Бразилия.

Националният съвет на Прокуратурата изпълнява следните основни функции:
- осигурява функционалната и административна независимост на Прокуратурата на Бразилия, като за целта издава задължителни актове или рекомендации;
- получава и разглежда оплаквания срещу членове на Прокуратурата на федерално и щатско равнище, включително и оплаквания и срещу подчинените им служби, като има правото да започва дисциплинарни производства срещу тях, да нарежда отстраняването им, подвеждането им под материална отговорност, пенсионирането им срещу определена компенсация или пенсия, пропорционална на прослуженото време, както и да налага други административни наказания;
- преразглежда, екс-официо или по молба, дисциплинарни наказания на членове на Прокуратурата, наложени в предходен период от една година;
- подготвя ежегоден доклад за състоянието на Прокуратурата, включващ препоръки за мерките, необходими да се предприемат за подобряването на това състояние, както и отчет за дейността на съвета.

Националният съвет на Прокуратурата избира измежду членовете си чрез тайно гласуване т.нар. национален корежедор (служба отговаряща на главен секретар), който не може да бъде преназначаван на същата позиция. Националният корежедор на Прокуратурата е компетентен да:
- получава оплаквания и обвинения от всяка заинтересована страна, отнасящи се до членове на Прокуратурата и техни подчинени служители;
- да изпълнява решения на Съвета, включително да прави инспекции и корекции;
- да изисква назначаване на нови членове на Прокуратурата, в това число да им делегира специфични правомощия, и да изисква назначаване на нови административни служител в отделните служби на Прокуратурата.